# Sarga
Sarga est une localité située dans le département de Séguénéga de la province du Yatenga dans la région Nord au Burkina Faso.

## Santé et éducation
Les centres de soins les plus proches de Sarga sont le centre de santé et de promotion sociale (CSPS) et le centre médical avec antenne chirurgicale (CMA) de Séguénéga.
Le village ne possède pas d'école primaire.